# Taus Vallis
La Taus Vallis è una struttura geologica della superficie di Marte.